# Węgierce (ludność służebna)
Węgierce – ludzie służebni, ministeriales w XII i XIII wiecznej Polsce, czeladź związana z urzędnikiem nazywanym Węgrem.
Karol Buczek twierdził, że mieszkańcy dawnych osad służebnych o nazwach Węgierce, Węgrzce, Wangercze, także Węgierskie, należeli do instytucji – urzędu Węgra, łac. ...pertinentium ad beneficium ungari dictum.... Krakowski, zagadkowy urząd Węgra wymieniono w dyplomie Bolesława Wstydliwego, wydanego w 1254 dla klasztoru Staniątkach. Współcześnie nie wiemy nic o obowiązkach takiego urzędnika i urzędu. Według Karola Buczka urząd Węgra funkcjonował także na Kujawach i w Wielkopolsce, o czym świadczą nazwy położonych tam miejscowości, identyczne z nazwami w dzielnicy krakowskiej. Nie wiadomo także, na czym polegała służba węgierców, ponieważ wykonywali oni posługi związane z funkcjami nieznanego bliżej urzędu Węgra. Tak jak inni służebnicy książęcy, węgierce byli zapewne chłopami dziedzicami oraz byli zobowiązani do świadczeń prawa książęcego.